# Latgalianos
El término latgalianos (idioma latgaliano: latgalīši, latgali) es de amplio espectro y puede referirse a los habitantes de la región de Latgale al este de Letonia, la etnia letona de Latgalia (especialmente los que hablan la lengua latgaliana), o una antigua tribu de los pueblos bálticos.
En letón, latgaļi hace referencia a la antigua tribu que dio nombre a una región, mientras que latgalieši se refiere a la etnia letona de Latgalia, que evolucionó al margen del resto de Letonia entre 1621-1917, aunque el término es confuso incluso coloquialmente.

## Etimología
Los antiguos "latgalianos" (los primitivos habitantes de Latgalia) deriva su nombre de *Lætgola = "Tierras Altas" (en comparación con Zemgale, que son tierras más bajas), una tribu de origen poco conocido, quienes habitaban en los siglos V y VI en la zona oriental de la actual Vidzeme (al oeste de la ribera del Aiviekste, un afluente del río Daugava), y más tarde en prácticamente todo el territorio. Algunas fuentes escritas los mencionan en el siglo XI. Durante las primeras dos décadas del siglo XIII, los latgales occidentales se aliaron con los cruzados germánicos, principalmente sajones, y sus territorios fueron incorporados en circunstancias poco claras a Livonia. Durante los siglos XIII y XIV asimilaron en Latgale a otra tribu báltica oriental y una parte dio origen posteriormente a los actuales letones. El término latgalīši ("latgalianos"), en el sentido de letones orientales, tiene curiosamente su origen a principios del siglo XX.